# World Cyber Games

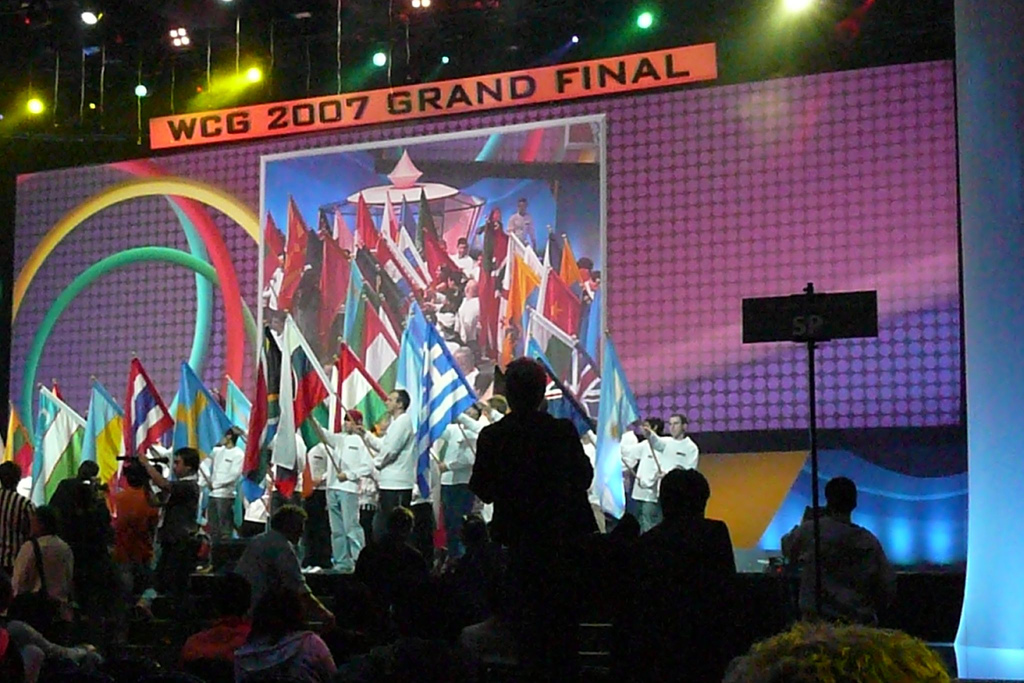
World Cyber Games 2007.

De World Cyber Games (WCG) is een internationaal eSportevenement (of 'Cyber Games Festival') georganiseerd door het Koreaanse bedrijf World Cyber Games Inc. (voorheen International Cyber Marketing). Het evenement wordt wereldwijd gesponsord door Samsung. Het officiële motto van de World Cyber Games is 'Beyond the Game'.
De eerste WCG werden georganiseerd in 2000. In 2001 werden de World Cyber Games voor het eerst een festival genoemd. Het evenement is sterk beïnvloed door de Olympische Spelen. Er is een 'spelersdorp' en sinds 2004 is er ieder jaar een andere gaststad. In 2008 deden aan het eindtoernooi (Grand Final) in Keulen, Duitsland ruim 800 e-sporters uit 78 landen mee.
Ieder land organiseert zijn eigen voorronden, waarna de winnaars afreizen naar de gaststad van het betreffende jaar. 
Op 5 februari 2014 werd bekendgemaakt dat de WCG ophoudt te bestaan.